# Appomattoc
Appomattoc, pleme američkih Indijanaca porodice Algonquian, naseljeni na donjem toku rijeke Appomattox u Virginiji. U vrijeme dolaska Johna Smitha 1608. oni su imali 60 ratnika. Glavno selo Appomattoca nalazilo se na mjestu Bermuda Hundreda u okrugu Prince George, a zapalili su ga Englezi 1611. Kao pleme uspjeli su se očuvati do 1722.
Ime Appomattox jedan je od naziva za Matchotice, mješane ostatke saveza Powhatana.

## Vanjske poveznice
- Appomattoc